# William Duncan Smith (homme politique)
Pour les articles homonymes, voir William Smith et Smith.
William Duncan Smith  (4 janvier 1899-1er avril 1977) est un homme politique canadien de la Colombie-Britannique. Il est député provincial de la Coalition de la circonscription britanno-colombienne de Atlin de 1945 à 1949.